# Stachygethes nanus
Stachygethes nanus é uma espécie de insetos coleópteros polífagos pertencente à família Nitidulidae.
A autoridade científica da espécie é Erichson, tendo sido descrita no ano de 1845.
Trata-se de uma espécie presente no território português.